# العلاقات الجزائرية الفلبينية
العلاقات الجزائرية الفلبينية هي العلاقات الثنائية التي تجمع بين الجزائر والفلبين.

## مقارنة بين البلدين
هذه مقارنة عامة ومرجعية للدولتين:
| وجه المقارنة                                              | الجزائر                      | الفلبين                       |
| --------------------------------------------------------- | ---------------------------- | ----------------------------- |
| المساحة (كم2)                                             | 2.38 مليون                   | 343.45 ألف                    |
| عدد السكان (نسمة)                                         | 38.81 مليون                  | 104.92 مليون                  |
| الكثافة السكانية (ن./كم²)                                 | 16.31                        | 305.49                        |
| العاصمة                                                   | الجزائر                      | مانيلا                        |
| اللغة الرسمية                                             | اللغة العربية، لغات أمازيغية | اللغة الفلبينية، لغة إنجليزية |
| العملة                                                    | دينار جزائري                 | بيسو فلبيني                   |
| الناتج المحلي الإجمالي (بليون دولار)                      | 170.37 مليار                 | 313.60 مليار                  |
| الناتج المحلي الإجمالي (تعادل القوة الشرائية) بليون دولار | 582.63 مليار                 | 743.90 مليار                  |
| الناتج المحلي الإجمالي الاسمي للفرد دولار أمريكي          | 4.21 ألف                     | 2.90 ألف                      |
| الناتج المحلي الإجمالي للفرد دولار أمريكي                 | 14.19 ألف                    | 7.39 ألف                      |
| مؤشر التنمية البشرية                                      | 0.745                        | 0.668                         |
| رمز المكالمات الدولي                                      | +213                         | +63                           |
| رمز الإنترنت                                              | .dz                          | .ph                           |
| المنطقة الزمنية                                           | ت ع م+01:00                  | توقيت الفلبين                 |

## منظمات دولية مشتركة
يشترك البلدان في عضوية مجموعة من المنظمات الدولية، منها:
| علم المنظمة | اسم المنظمة                               | تاريخ انضمام الجزائر | تاريخ انضمام الفلبين |
| ----------- | ----------------------------------------- | -------------------- | -------------------- |
|             | مؤسسة التنمية الدولية                     | 26 سبتمبر 1963       | 28 أكتوبر 1960       |
|             | يونسكو                                    | 15 أكتوبر 1962       | 21 نوفمبر 1946       |
|             | وكالة ضمان الاستثمار متعدد الأطراف        | 4 يونيو 1996         | 8 فبراير 1994        |
|             | الأمم المتحدة                             | 8 أكتوبر 1962        | 24 أكتوبر 1945       |
|             | الفريق المعني برصد الأرض                  | 2005                 | ?                    |
|             | الاتحاد البريدي العالمي                   | ?                    | ?                    |
|             | البنك الدولي للإنشاء والتعمير             | 26 سبتمبر 1963       | 27 ديسمبر 1945       |
|             | المنظمة الهيدروغرافية الدولية             | ?                    | ?                    |
|             | الاتحاد الدولي للاتصالات                  | 3 مايو 1963          | 25 مايو 1912         |
|             | منظمة حظر الأسلحة الكيميائية              | ?                    | ?                    |
|             | مؤسسة التمويل الدولية                     | 23 سبتمبر 1990       | 12 أغسطس 1957        |
|             | المركز الدولي لتسوية المنازعات الاستشارية | 22 مارس 1996         | 17 ديسمبر 1978       |
|             | منظمة التجارة العالمية                    | ?                    | 1995                 |
|             | منظمة الشرطة الجنائية الدولية             | ?                    | ?                    |

## وصلات خارجية
- موقع وزارة الخارجية الجزائرية
- موقع وزارة الخارجية الفلبينية